# UEFA Nations League 2024–25 (hạng đấu A)
Hạng đấu A UEFA Nations League 2024–25 (UEFA Nations League A 2024–25) là hạng đấu cao nhất của UEFA Nations League 2024–25, mùa giải thứ tư của giải đấu bóng đá quốc tế có sự tham gia của các đội tuyển nam quốc gia thuộc 55 liên đoàn thành viên của UEFA. Giai đoạn vòng bảng của Hạng đấu A bắt đầu vào tháng 9 năm 2024 và kết thúc với vòng chung kết Nations League vào tháng 6 năm 2025 để xác định nhà vô địch của giải đấu.
Đây là lần đầu tiên trong lịch sử mà vòng tứ kết được áp dụng tại Hạng đấu A giữa các đội nhất và nhì bảng, trong đó đội chiến thắng lọt vào vòng chung kết Nations League.
Tây Ban Nha là đương kim vô địch của giải đấu.

## Thể thức
Hạng đấu A bao gồm 16 thành viên UEFA xếp hạng cao nhất trong danh sách tham dự UEFA Nations League 2024–25, được chia thành bốn bảng bốn đội. Mỗi đội thi đấu sáu trận trong bảng của mình theo thể thức vòng tròn vào các tháng 9, 10 và 11 năm 2024. Sau vòng bảng, hai đội đầu bảng góp mặt tại tứ kết, đội đứng thứ ba sẽ thi đấu play-off trụ hạng cùng với đội đứng thứ nhí của hạng đấu B, đội đứng cuối bảng sẽ xuống trực tiếp tới hạng B mùa giải kế tiếp. Các trận play-off diễn ra theo thể thức sân nhà-sân khách vào tháng 3 năm 2025, trong đó đội đến từ hạng A là đội chủ nhà trận lượt về. Việc bổ sung vòng tứ kết cùng với vòng play-off cho Hạng đấu A đã được Ban chấp hành UEFA phê duyệt vào ngày 25 tháng 1 năm 2023.
Vòng tứ kết thi đấu theo hai lượt đi và về, ở mỗi cặp đấu, đội nhất mỗi bảng sẽ chạm trán với đội nhì của bảng đấu khác, với đội đứng đầu bảng là đội chủ nhà của trận lượt về. Bốn đội giành chiến thắng từ vòng này sẽ giành quyền thi đấu tại vòng chung kết.
Trong hai lượt đấu, đội ghi nhiều bàn hơn sẽ giành chiến thắng. Nếu tổng tỷ số hòa sau 90 phút của trận lượt về, hai đội sẽ thi đấu hiệp phụ, nếu tỷ số hòa vẫn giữ nguyên sẽ tiến hành loạt sút luân lưu để xác định đội thắng cuộc.

## Các đội tuyển

### Thay đổi đội tuyển
Danh sách đội tuyển của Hạng đấu A có sự thay đổi so với mùa giải 2022–23:
| Thăng hạng từ Hạng đấu B Nations League             |
| --------------------------------------------------- |
| - Bosna và Hercegovina - Israel - Scotland - Serbia |

| Xuống hạng đến Hạng đấu B Nations League |
| ---------------------------------------- |
| - Áo - Séc - Anh - Wales                 |

### Xếp hạt giống
Trong danh sách tham dự 2024–25, UEFA xếp hạng các đội dựa trên bảng xếp hạng tổng thể Nations League 2022–23. Các nhóm hạt giống cho giai đoạn đấu hạng đã được xác nhận vào ngày 2 tháng 12 năm 2023 và được dựa trên bảng xếp hạng danh sách tham dự.
| Đội                             | Hạng |
| ------------------------------- | ---- |
| Tây Ban Nha (đương kim vô địch) | 1    |
| Croatia                         | 2    |
| Ý                               | 3    |
| Hà Lan                          | 4    |

| Đội        | Hạng |
| ---------- | ---- |
| Đan Mạch   | 5    |
| Bồ Đào Nha | 6    |
| Bỉ         | 7    |
| Hungary    | 8    |

| Đội     | Hạng |
| ------- | ---- |
| Thụy Sĩ | 9    |
| Đức     | 10   |
| Ba Lan  | 11   |
| Pháp    | 12   |

| Đội                  | Hạng |
| -------------------- | ---- |
| Israel               | 13   |
| Bosna và Hercegovina | 14   |
| Serbia               | 15   |
| Scotland             | 16   |

## Các bảng
Lịch thi đấu đã được UEFA xác nhận vào ngày 8 tháng 2 năm 2024.
Thời gian là CET/CEST (UTC+2), theo liệt kê của UEFA (giờ địa phương, nếu có sự khác biệt, được hiển thị trong ngoặc đơn).

### Bảng 1
| VT | Đội        | ST | T | H | B | BT | BB | HS | Đ  | Giành quyền tham dự hoặc xuống hạng          |  | Bồ Đào Nha | Croatia | Scotland | Ba Lan |
| -- | ---------- | -- | - | - | - | -- | -- | -- | -- | -------------------------------------------- |  | ---------- | ------- | -------- | ------ |
| 1  | Bồ Đào Nha | 6  | 4 | 2 | 0 | 13 | 5  | +8 | 14 | Đi tiếp vào vòng tứ kết                      |  | —          | 2–1     | 2–1      | 5–1    |
| 2  | Croatia    | 6  | 2 | 2 | 2 | 8  | 8  | 0  | 8  | Đi tiếp vào vòng tứ kết                      |  | 1–1        | —       | 2–1      | 1–0    |
| 3  | Scotland   | 6  | 2 | 1 | 3 | 7  | 8  | −1 | 7  | Giành quyền tham dự vòng play-off xuống hạng |  | 0–0        | 1–0     | —        | 2–3    |
| 4  | Ba Lan (R) | 6  | 1 | 1 | 4 | 9  | 16 | −7 | 4  | Xuống hạng đến Hạng đấu B                    |  | 1–3        | 3–3     | 1–2      | —      |

| Bồ Đào Nha               | 2–1      | Croatia            |
| ------------------------ | -------- | ------------------ |
| - Dalot 7' - Ronaldo 34' | Chi tiết | - Dalot 41' (l.n.) |

| Scotland                      | 2–3      | Ba Lan                                                    |
| ----------------------------- | -------- | --------------------------------------------------------- |
| - Gilmour 46' - McTominay 76' | Chi tiết | - Szymański 8' - Lewandowski 44' (ph.đ.) - Zalewski 90+7' |

| Croatia      | 1–0      | Ba Lan |
| ------------ | -------- | ------ |
| - Modrić 52' | Chi tiết |        |

| Bồ Đào Nha                    | 2–1      | Scotland       |
| ----------------------------- | -------- | -------------- |
| - Fernandes 54' - Ronaldo 88' | Chi tiết | - McTominay 7' |

| Croatia                        | 2–1      | Scotland       |
| ------------------------------ | -------- | -------------- |
| - Matanović 36' - Kramarić 70' | Chi tiết | - Christie 33' |

| Ba Lan          | 1–3      | Bồ Đào Nha                                         |
| --------------- | -------- | -------------------------------------------------- |
| - Zieliński 78' | Chi tiết | - B. Silva 26' - Ronaldo 37' - Bednarek 88' (l.n.) |

| Ba Lan                                        | 3–3      | Croatia                                  |
| --------------------------------------------- | -------- | ---------------------------------------- |
| - Zieliński 5' - Zalewski 45' - Szymański 68' | Chi tiết | - Sosa 19' - P. Sučić 24' - Baturina 26' |

| Scotland | 0–0      | Bồ Đào Nha |
| -------- | -------- | ---------- |
|          | Chi tiết |            |

| Bồ Đào Nha                                                       | 5–1      | Ba Lan        |
| ---------------------------------------------------------------- | -------- | ------------- |
| - Leão 59' - Ronaldo 72' (ph.đ.), 87' - Fernandes 80' - Neto 83' | Chi tiết | - Marczuk 88' |

| Scotland     | 1–0      | Croatia |
| ------------ | -------- | ------- |
| - McGinn 86' | Chi tiết |         |

| Croatia        | 1–1      | Bồ Đào Nha  |
| -------------- | -------- | ----------- |
| - Gvardiol 65' | Chi tiết | - Félix 33' |

| Ba Lan           | 1–2      | Scotland                      |
| ---------------- | -------- | ----------------------------- |
| - Piątkowski 59' | Chi tiết | - McGinn 3' - Robertson 90+3' |

### Bảng 2
| VT | Đội        | ST | T | H | B | BT | BB | HS | Đ  | Giành quyền tham dự hoặc xuống hạng          |  | Pháp | Ý   | Bỉ  | Israel |
| -- | ---------- | -- | - | - | - | -- | -- | -- | -- | -------------------------------------------- |  | ---- | --- | --- | ------ |
| 1  | Pháp       | 6  | 4 | 1 | 1 | 12 | 6  | +6 | 13 | Đi tiếp vào vòng tứ kết                      |  | —    | 1–3 | 2–0 | 0–0    |
| 2  | Ý          | 6  | 4 | 1 | 1 | 13 | 8  | +5 | 13 | Đi tiếp vào vòng tứ kết                      |  | 1–3  | —   | 2–2 | 4–1    |
| 3  | Bỉ         | 6  | 1 | 1 | 4 | 6  | 9  | −3 | 4  | Giành quyền tham dự vòng play-off xuống hạng |  | 1–2  | 0–1 | —   | 3–1    |
| 4  | Israel (R) | 6  | 1 | 1 | 4 | 5  | 13 | −8 | 4  | Xuống hạng đến Hạng đấu B                    |  | 1–4  | 1–2 | 1–0 | —      |

1. 1 2  Hòa kết quả đối đầu. Hiệu số bàn thắng: Pháp +6, Ý +5.
2. 1 2  Hòa điểm đối đầu. Hiệu số bàn thắng đối đầu: Bỉ +1, Israel –1.

| Bỉ                                           | 3–1      | Israel                |
| -------------------------------------------- | -------- | --------------------- |
| - De Bruyne 21', 52' (ph.đ.) - Tielemans 48' | Chi tiết | - Castagne 36' (l.n.) |

| Pháp         | 1–3      | Ý                                            |
| ------------ | -------- | -------------------------------------------- |
| - Barcola 1' | Chi tiết | - Dimarco 30' - Frattesi 51' - Raspadori 74' |

| Pháp                           | 2–0      | Bỉ |
| ------------------------------ | -------- | -- |
| - Kolo Muani 29' - Dembélé 57' | Chi tiết |    |

| Israel         | 1–2      | Ý                         |
| -------------- | -------- | ------------------------- |
| - Abu Fani 90' | Chi tiết | - Frattesi 38' - Kean 62' |

| Israel          | 1–4      | Pháp                                                      |
| --------------- | -------- | --------------------------------------------------------- |
| - Gandelman 24' | Chi tiết | - Camavinga 7' - Nkunku 28' - Guendouzi 87' - Barcola 89' |

| Ý                           | 2–2      | Bỉ                             |
| --------------------------- | -------- | ------------------------------ |
| - Cambiaso 1' - Retegui 24' | Chi tiết | - De Cuyper 42' - Trossard 61' |

| Bỉ             | 1–2      | Pháp                          |
| -------------- | -------- | ----------------------------- |
| - Openda 45+3' | Chi tiết | - Kolo Muani 35' (ph.đ.), 62' |

| Ý                                                          | 4–1      | Israel         |
| ---------------------------------------------------------- | -------- | -------------- |
| - Retegui 41' (ph.đ.) - Di Lorenzo 54', 79' - Frattesi 72' | Chi tiết | - Abu Fani 66' |

| Bỉ | 0–1      | Ý            |
| -- | -------- | ------------ |
|    | Chi tiết | - Tonali 11' |

| Pháp | 0–0      | Israel |
| ---- | -------- | ------ |
|      | Chi tiết |        |

| Israel     | 1–0      | Bỉ |
| ---------- | -------- | -- |
| - Shua 86' | Chi tiết |    |

| Ý              | 1–3      | Pháp                                  |
| -------------- | -------- | ------------------------------------- |
| - Cambiaso 35' | Chi tiết | - Rabiot 2', 65' - Vicario 33' (l.n.) |

### Bảng 3
| VT | Đội                      | ST | T | H | B | BT | BB | HS  | Đ  | Giành quyền tham dự hoặc xuống hạng          |  | Đức | Hà Lan | Hungary | Bosna và Hercegovina |
| -- | ------------------------ | -- | - | - | - | -- | -- | --- | -- | -------------------------------------------- |  | --- | ------ | ------- | -------------------- |
| 1  | Đức                      | 6  | 4 | 2 | 0 | 18 | 4  | +14 | 14 | Đi tiếp vào vòng tứ kết                      |  | —   | 1–0    | 5–0     | 7–0                  |
| 2  | Hà Lan                   | 6  | 2 | 3 | 1 | 13 | 7  | +6  | 9  | Đi tiếp vào vòng tứ kết                      |  | 2–2 | —      | 4–0     | 5–2                  |
| 3  | Hungary                  | 6  | 1 | 3 | 2 | 4  | 11 | −7  | 6  | Giành quyền tham dự vòng play-off xuống hạng |  | 1–1 | 1–1    | —       | 0–0                  |
| 4  | Bosna và Hercegovina (R) | 6  | 0 | 2 | 4 | 4  | 17 | −13 | 2  | Xuống hạng đến Hạng đấu B                    |  | 1–2 | 1–1    | 0–2     | —                    |

| Đức                                                                           | 5–0      | Hungary |
| ----------------------------------------------------------------------------- | -------- | ------- |
| - Füllkrug 27' - Musiala 58' - Wirtz 66' - Pavlović 77' - Havertz 81' (ph.đ.) | Chi tiết |         |

| Hà Lan                                                                    | 5–2      | Bosna và Hercegovina        |
| ------------------------------------------------------------------------- | -------- | --------------------------- |
| - Zirkzee 13' - Reijnders 45+2' - Gakpo 56' - Weghorst 88' - Simons 90+2' | Chi tiết | - Demirović 27' - Džeko 73' |

| Hungary | 0–0      | Bosna và Hercegovina |
| ------- | -------- | -------------------- |
|         | Chi tiết |                      |

| Hà Lan                        | 2–2      | Đức                         |
| ----------------------------- | -------- | --------------------------- |
| - Reijnders 2' - Dumfries 50' | Chi tiết | - Undav 38' - Kimmich 45+3' |

| Bosna và Hercegovina | 1–2      | Đức              |
| -------------------- | -------- | ---------------- |
| - Džeko 70'          | Chi tiết | - Undav 30', 36' |

| Hungary      | 1–1      | Hà Lan         |
| ------------ | -------- | -------------- |
| - Sallai 32' | Chi tiết | - Dumfries 83' |

| Bosna và Hercegovina | 0–2      | Hungary                       |
| -------------------- | -------- | ----------------------------- |
|                      | Chi tiết | - Szoboszlai 38', 50' (ph.đ.) |

| Đức            | 1–0      | Hà Lan |
| -------------- | -------- | ------ |
| - Leweling 64' | Chi tiết |        |

| Đức                                                                           | 7–0      | Bosna và Hercegovina |
| ----------------------------------------------------------------------------- | -------- | -------------------- |
| - Musiala 2' - Kleindienst 23', 79' - Havertz 37' - Wirtz 50', 57' - Sané 66' | Chi tiết |                      |

| Hà Lan                                                                         | 4–0      | Hungary |
| ------------------------------------------------------------------------------ | -------- | ------- |
| - Weghorst 21' (ph.đ.) - Gakpo 45+12' (ph.đ.) - Dumfries 64' - Koopmeiners 86' | Chi tiết |         |

| Bosna và Hercegovina | 1–1      | Hà Lan        |
| -------------------- | -------- | ------------- |
| - Demirović 67'      | Chi tiết | - Brobbey 24' |

| Hungary                    | 1–1      | Đức          |
| -------------------------- | -------- | ------------ |
| - Szoboszlai 90+9' (ph.đ.) | Chi tiết | - Nmecha 76' |

### Bảng 4
| VT | Đội         | ST | T | H | B | BT | BB | HS | Đ  | Giành quyền tham dự hoặc xuống hạng          |  | Tây Ban Nha | Đan Mạch | Serbia | Thụy Sĩ |
| -- | ----------- | -- | - | - | - | -- | -- | -- | -- | -------------------------------------------- |  | ----------- | -------- | ------ | ------- |
| 1  | Tây Ban Nha | 6  | 5 | 1 | 0 | 13 | 4  | +9 | 16 | Đi tiếp vào vòng tứ kết                      |  | —           | 1–0      | 3–0    | 3–2     |
| 2  | Đan Mạch    | 6  | 2 | 2 | 2 | 7  | 5  | +2 | 8  | Đi tiếp vào vòng tứ kết                      |  | 1–2         | —        | 2–0    | 2–0     |
| 3  | Serbia      | 6  | 1 | 3 | 2 | 3  | 6  | −3 | 6  | Giành quyền tham dự vòng play-off xuống hạng |  | 0–0         | 0–0      | —      | 2–0     |
| 4  | Thụy Sĩ (R) | 6  | 0 | 2 | 4 | 6  | 14 | −8 | 2  | Xuống hạng đến Hạng đấu B                    |  | 1–4         | 2–2      | 1–1    | —       |

| Đan Mạch                     | 2–0      | Thụy Sĩ |
| ---------------------------- | -------- | ------- |
| - Dorgu 82' - Højbjerg 90+2' | Chi tiết |         |

| Serbia | 0–0      | Tây Ban Nha |
| ------ | -------- | ----------- |
|        | Chi tiết |             |

| Đan Mạch                    | 2–0      | Serbia |
| --------------------------- | -------- | ------ |
| - Grønbæk 36' - Poulsen 61' | Chi tiết |        |

| Thụy Sĩ       | 1–4      | Tây Ban Nha                                   |
| ------------- | -------- | --------------------------------------------- |
| - Amdouni 41' | Chi tiết | - Joselu 4' - Fabián 13', 77' - F. Torres 80' |

| Serbia                               | 2–0      | Thụy Sĩ |
| ------------------------------------ | -------- | ------- |
| - Elvedi 45+1' (l.n.) - Mitrović 61' | Chi tiết |         |

| Tây Ban Nha     | 1–0      | Đan Mạch |
| --------------- | -------- | -------- |
| - Zubimendi 79' | Chi tiết |          |

| Tây Ban Nha                           | 3–0      | Serbia |
| ------------------------------------- | -------- | ------ |
| - Laporte 5' - Morata 65' - Baena 77' | Chi tiết |        |

| Thụy Sĩ                               | 2–2      | Đan Mạch                    |
| ------------------------------------- | -------- | --------------------------- |
| - Freuler 26' - Amdouni 45+1' (ph.đ.) | Chi tiết | - Isaksen 27' - Eriksen 69' |

| Đan Mạch      | 1–2      | Tây Ban Nha                 |
| ------------- | -------- | --------------------------- |
| - Isaksen 84' | Chi tiết | - Oyarzabal 15' - Pérez 58' |

| Thụy Sĩ       | 1–1      | Serbia       |
| ------------- | -------- | ------------ |
| - Amdouni 78' | Chi tiết | - Terzić 88' |

| Serbia | 0–0      | Đan Mạch |
| ------ | -------- | -------- |
|        | Chi tiết |          |

| Tây Ban Nha                                   | 3–2      | Thụy Sĩ                             |
| --------------------------------------------- | -------- | ----------------------------------- |
| - Pino 32' - Gil 68' - Zaragoza 90+3' (ph.đ.) | Chi tiết | - Monteiro 63' - Zeqiri 85' (ph.đ.) |

#### Các đội giành quyền vào tứ kết
Những đội chiến thắng trong nhóm sẽ được xếp hạt giống trong lễ bốc thăm, trong khi những đội á quân sẽ không được xếp hạt giống. Xếp hạng chung tạm thời của Nations League tháng 11 năm 2024 được hiển thị bên dưới trong ngoặc đơn.
| Bảng | Đội chiến thắng (được xếp hạt giống ở Nhóm 1) | Đội á quân (không được xếp hạt giống ở Nhóm 2) |
| ---- | --------------------------------------------- | ---------------------------------------------- |
| A1   | Bồ Đào Nha (3)                                | Croatia (8)                                    |
| A2   | Pháp (4)                                      | Ý (5)                                          |
| A3   | Đức (2)                                       | Hà Lan (6)                                     |
| A4   | Tây Ban Nha (1)                               | Đan Mạch (7)                                   |

## Vòng đấu loại trực tiếp

### Nhánh đấu
|  |                     |                     |                     |            |        |                       |       |                       |                       |                       |  |  |                        |                        |                        |
|  | Tứ kết              | Tứ kết              | Tứ kết              | Tứ kết     | Tứ kết |                       |       | Bán kết               | Bán kết               | Bán kết               |  |  | Chung kết              | Chung kết              | Chung kết              |
|  | Tứ kết              | Tứ kết              | Tứ kết              | Tứ kết     | Tứ kết |                       |       | Bán kết               | Bán kết               | Bán kết               |  |  | Chung kết              | Chung kết              | Chung kết              |
|  |                     |                     |                     |            |        |                       |       |                       |                       |                       |  |  |                        |                        |                        |
|  |                     |                     |                     |            |        |                       |       |                       |                       |                       |  |  |                        |                        |                        |
|  | Ý                   | Ý                   | 1                   | 3          | 4      |                       |       |                       |                       |                       |  |  |                        |                        |                        |
|  | Ý                   | Ý                   | 1                   | 3          | 4      | 4 tháng 6 – Munich    |       |                       |                       |                       |  |  |                        |                        |                        |
|  | Đức                 | Đức                 | 2                   | 3          | 5      |                       |       |                       |                       |                       |  |  |                        |                        |                        |
|  | Đức                 | Đức                 | 2                   | 3          | 5      |                       |       | Đức                   | Đức                   | 1                     |  |  |                        |                        |                        |
|  |                     |                     |                     |            |        |                       |       | Đức                   | Đức                   | 1                     |  |  |                        |                        |                        |
|  |                     |                     | Bồ Đào Nha          | Bồ Đào Nha | 2      |                       |       |                       |                       |                       |  |  |                        |                        |                        |
|  | Đan Mạch            | Đan Mạch            | Bồ Đào Nha          | Bồ Đào Nha | 2      | 1                     | 2     | 3                     |                       |                       |  |  |                        |                        |                        |
|  | Đan Mạch            | Đan Mạch            |                     |            |        | 1                     | 2     | 3                     | 8 tháng 6 – Munich    |                       |  |  |                        |                        |                        |
|  | Bồ Đào Nha (s.h.p.) | Bồ Đào Nha (s.h.p.) | 0                   | 5          | 5      |                       |       |                       |                       |                       |  |  |                        |                        |                        |
|  | Bồ Đào Nha (s.h.p.) | Bồ Đào Nha (s.h.p.) | 0                   | 5          | 5      | Bồ Đào Nha            |       |                       |                       |                       |  |  |                        |                        |                        |
|  |                     |                     |                     |            |        |                       |       |                       |                       |                       |  |  |                        |                        |                        |
|  |                     |                     | Đội thắng bán kết B |            |        |                       |       |                       |                       |                       |  |  |                        |                        |                        |
|  | Hà Lan              | Hà Lan              | 2                   | 3          | 5 (4)  |                       |       |                       |                       |                       |  |  |                        |                        |                        |
|  | Hà Lan              | Hà Lan              | 2                   | 3          | 5 (4)  | 5 tháng 6 – Stuttgart |       |                       |                       |                       |  |  |                        |                        |                        |
|  | Tây Ban Nha (p)     | Tây Ban Nha (p)     | 2                   | 3          | 5 (5)  |                       |       |                       |                       |                       |  |  |                        |                        |                        |
|  | Tây Ban Nha (p)     | Tây Ban Nha (p)     | 2                   | 3          | 5 (5)  |                       |       | Tây Ban Nha           | Tây Ban Nha           |                       |  |  | Play-off tranh hạng ba | Play-off tranh hạng ba | Play-off tranh hạng ba |
|  |                     |                     |                     |            |        |                       |       | Tây Ban Nha           | Tây Ban Nha           |                       |  |  | Play-off tranh hạng ba | Play-off tranh hạng ba | Play-off tranh hạng ba |
|  |                     |                     | Pháp                | Pháp       |        |                       |       | 8 tháng 6 – Stuttgart | 8 tháng 6 – Stuttgart | 8 tháng 6 – Stuttgart |  |  |                        |                        |                        |
|  | Croatia             | Croatia             | Pháp                | Pháp       | 2      | 0                     | 2 (4) | 8 tháng 6 – Stuttgart | 8 tháng 6 – Stuttgart | 8 tháng 6 – Stuttgart |  |  |                        |                        |                        |
|  | Croatia             | Croatia             |                     |            | 2      | 0                     | 2 (4) | Đức                   |                       |                       |  |  |                        |                        |                        |
|  | Pháp (p)            | Pháp (p)            | 0                   | 2          | 2 (5)  |                       |       |                       |                       |                       |  |  |                        |                        |                        |
|  | Pháp (p)            | Pháp (p)            | 0                   | 2          | 2 (5)  | Đội thua bán kết B    |       |                       |                       |                       |  |  |                        |                        |                        |
|  |                     |                     |                     |            |        |                       |       |                       |                       |                       |  |  |                        |                        |                        |

### Tứ kết
Buổi bốc thăm vòng tứ kết diễn ra vào ngày 22 tháng 11 năm 2024 tại Nyon, Thụy Sĩ, được tổ chức cùng với buổi lễ bốc thăm play-off thăng hạng/xuống hạng.

#### Tóm tắt
Các trận lượt đi sẽ diễn ra vào ngày 20 tháng 3, các trận lượt về sẽ diễn ra vào ngày 23 tháng 3 năm 2025.
| Đội 1    | TTSTooltip Aggregate score | Đội 2       | Lượt đi | Lượt về      |
| -------- | -------------------------- | ----------- | ------- | ------------ |
| Hà Lan   | 5–5 (4–5 p)                | Tây Ban Nha | 2–2     | 3–3 (s.h.p.) |
| Croatia  | 2–2 (4–5 p)                | Pháp        | 2–0     | 0–2 (s.h.p.) |
| Đan Mạch | 3–5                        | Bồ Đào Nha  | 1–0     | 2–5 (s.h.p.) |
| Ý        | 4–5                        | Đức         | 1–2     | 3–3          |

#### Các trận đấu
Thời gian là CET (UTC+1), theo liệt kê của UEFA (giờ địa phương, nếu có sự khác biệt, được hiển thị trong ngoặc đơn).
| Hà Lan                      | 2–2      | Tây Ban Nha                  |
| --------------------------- | -------- | ---------------------------- |
| - Gakpo 28' - Reijnders 46' | Chi tiết | - Williams 9' - Merino 90+3' |

| Tây Ban Nha                                        | 3–3 (s.h.p.) | Hà Lan                                                    |
| -------------------------------------------------- | ------------ | --------------------------------------------------------- |
| - Oyarzabal 8' (ph.đ.), 67' - Yamal 103'           | Chi tiết     | - Depay 54' (ph.đ.) - Maatsen 79' - Simons 109' (ph.đ.)   |
| Loạt sút luân lưu                                  |              |                                                           |
| - Merino - Torres - García - Yamal - Baena - Pedri | 5–4          | - Van Dijk - Koopmeiners - Simons - Lang - Taylor - Malen |

Tổng tỷ só 5–5, Tây Ban Nha thắng 5–4 ở loạt sút luân lưu
| Croatia                       | 2–0      | Pháp |
| ----------------------------- | -------- | ---- |
| - Budimir 26' - Perišić 45+1' | Chi tiết |      |

| Pháp                                                                       | 2–0 (s.h.p.) | Croatia                                                                |
| -------------------------------------------------------------------------- | ------------ | ---------------------------------------------------------------------- |
| - Olise 52' - Dembélé 80'                                                  | Chi tiết     |                                                                        |
| Loạt sút luân lưu                                                          |              |                                                                        |
| - Mbappé - Tchouaméni - Koundé - Kolo Muani - Hernandez - Doué - Upamecano | 5–4          | - Baturina - Moro - Ivanović - Pašalić - Jakić - Ćaleta-Car - Stanišić |

Tổng tỷ số 2–2, Pháp thắng 5–4 ở loạt sút luân lưu
| Đan Mạch      | 1–0      | Bồ Đào Nha |
| ------------- | -------- | ---------- |
| - Højlund 78' | Chi tiết |            |

| Bồ Đào Nha                                                          | 5–2 (s.h.p.) | Đan Mạch                       |
| ------------------------------------------------------------------- | ------------ | ------------------------------ |
| - Andersen 38' (l.n.) - Ronaldo 72' - Trincão 86', 91' - Ramos 115' | Chi tiết     | - Kristensen 56' - Eriksen 76' |

Bồ Đào Nha thắng với tổng tỷ số 5–3
| Ý           | 1–2      | Đức                              |
| ----------- | -------- | -------------------------------- |
| - Tonali 9' | Chi tiết | - Kleindienst 49' - Goretzka 76' |

| Đức                                                   | 3–3      | Ý                                         |
| ----------------------------------------------------- | -------- | ----------------------------------------- |
| - Kimmich 30' (ph.đ.) - Musiala 36' - Kleindienst 45' | Chi tiết | - Kean 49', 69' - Raspadori 90+5' (ph.đ.) |

Đức thắng với tổng tỷ số 5–4

### Vòng chung kết Nations League
UEFA công bố đội thắng trong trận đấu giữa Đức và Ý, khi Đức đã giành chiến thắng, trở thành chủ nhà cho vòng chung kết. Các cặp đấu bán kết được xác định bằng hình thức bốc thăm mở. Vì mục đích sắp xếp lịch thi đấu, đội chủ nhà được phân bổ vào trận bán kết 1 với tư cách là đội chủ nhà trên danh nghĩa.
Thời gian là CEST (UTC+2), được liệt kê bởi UEFA.

#### Bán kết
| Đức         | 1–2      | Bồ Đào Nha                    |
| ----------- | -------- | ----------------------------- |
| - Wirtz 48' | Chi tiết | - Conceição 63' - Ronaldo 68' |

| Tây Ban Nha                                                      | 5–4      | Pháp                                                                     |
| ---------------------------------------------------------------- | -------- | ------------------------------------------------------------------------ |
| - Williams 22' - Merino 25' - Yamal 54' (ph.đ.), 67' - Pedri 55' | Chi tiết | - Mbappé 59' (ph.đ.) - Cherki 79' - Vivian 84' (l.n.) - Kolo Muani 90+3' |

#### Play-off tranh hạng ba
| Đức | 0–2      | Pháp                       |
| --- | -------- | -------------------------- |
|     | Chi tiết | - Mbappé 45+1' - Olise 84' |

## Bảng xếp hạng tổng thế
16 đội thuộc Hạng đấu A được xếp hạng từ 1 đến 16 chung cuộc ở UEFA Nations League 2022–23 theo các quy tắc sau:
- Các đội kết thúc ở vị trí thứ nhất các bảng được xếp hạng 1 đến 4 theo kết quả của Vòng chung kết Nations League.
- Các đội kết thúc ở vị trí thứ nhì các bảng được xếp hạng 5 đến 8 theo kết quả của giai đoạn đấu hạng.
- Các đội kết thúc ở vị trí thứ ba các bảng được xếp hạng 9 đến 12 theo kết quả của giai đoạn đấu hạng.
- Các đội kết thúc ở vị trí thứ tư các bảng được xếp hạng 13 đến 16 theo kết quả của giai đoạn đấu hạng.

| Hạng | Bg | Đội                  | ST | T | H | B | BT | BB | HS  | Đ  |
| ---- | -- | -------------------- | -- | - | - | - | -- | -- | --- | -- |
| 1    | A4 | Tây Ban Nha          | 6  | 5 | 1 | 0 | 13 | 4  | +9  | 16 |
| 2    | A3 | Đức                  | 6  | 4 | 2 | 0 | 18 | 4  | +14 | 14 |
| 3    | A1 | Bồ Đào Nha           | 6  | 4 | 2 | 0 | 13 | 5  | +8  | 14 |
| 4    | A2 | Pháp                 | 6  | 4 | 1 | 1 | 12 | 6  | +6  | 13 |
|      |    |                      |    |   |   |   |    |    |     |    |
| 5    | A2 | Ý                    | 6  | 4 | 1 | 1 | 13 | 8  | +5  | 13 |
| 6    | A3 | Hà Lan               | 6  | 2 | 3 | 1 | 13 | 7  | +6  | 9  |
| 7    | A4 | Đan Mạch             | 6  | 2 | 2 | 2 | 7  | 5  | +2  | 8  |
| 8    | A1 | Croatia              | 6  | 2 | 2 | 2 | 8  | 8  | 0   | 8  |
|      |    |                      |    |   |   |   |    |    |     |    |
| 9    | A1 | Scotland             | 6  | 2 | 1 | 3 | 7  | 8  | −1  | 7  |
| 10   | A4 | Serbia               | 6  | 1 | 3 | 2 | 3  | 6  | −3  | 6  |
| 11   | A3 | Hungary              | 6  | 1 | 3 | 2 | 4  | 11 | −7  | 6  |
| 12   | A2 | Bỉ                   | 6  | 1 | 1 | 4 | 6  | 9  | −3  | 4  |
|      |    |                      |    |   |   |   |    |    |     |    |
| 13   | A1 | Ba Lan               | 6  | 1 | 1 | 4 | 9  | 16 | −7  | 4  |
| 14   | A2 | Israel               | 6  | 1 | 1 | 4 | 5  | 13 | −8  | 4  |
| 15   | A4 | Thụy Sĩ              | 6  | 0 | 2 | 4 | 6  | 14 | −8  | 2  |
| 16   | A3 | Bosna và Hercegovina | 6  | 0 | 2 | 4 | 4  | 17 | −13 | 2  |